# 泡毛杜鹃
泡毛杜鹃（学名：Rhododendron vesiculiferum）为杜鹃花科杜鹃花属下的一个种。

## 扩展阅读
- 維基物種上的相關：泡毛杜鹃